# Хотанця
Хота́нця (болг. Хотанца) — село в Русенській області Болгарії. Входить до складу общини Русе.

## Населення
За даними перепису населення 2011 року у селі проживали 643 особи.
Національний склад населення села:
| Національність   | Кількість осіб | Відсоток |
| ---------------- | -------------- | -------- |
| болгари          | 419            | 74,4%    |
| цигани           | 88             | 15,6%    |
| турки            | 46             | 8,2%     |
| інша             | 5              | 0,9%     |
| не визначились   | 5              | 0,9%     |
| Всього відповіли | 563            |          |

Розподіл населення за віком у 2011 році:
Динаміка населення: